# María Rebeca
María Rebeca Zepeda Lozano (Ciudad de México, 9 de marzo de 1970) es una actriz mexicana, especialmente conocida por protagonizar diferentes películas junto al cantante y actor infantil, Pedrito Fernández y el comediante Adalberto Martínez "Resortes".

## Carrera
Es hija de los actores Irma Lozano y José Alonso. Tuvo una larga trayectoria en las telenovelas y el cine mexicano, y saltó a la fama cuando participó en la película La niña de la mochila azul y su secuela, basada en el éxito discográfico de la entonces revelación infantil, junto a Pedrito Fernández, además en El oreja rajada (1980) junto al comediante Adalberto Martínez "Resortes".

## Filmografía
- Lo que callamos las mujeres...(2023) - Nora
- La mexicana y el güero...(2021)
- Decisiones: unos ganan, otros pierden (2020)
- La rosa de Guadalupe...(2019-2023) Varios personajes
- Enemigo íntimo...(2019)
- Los güeros también somos nacos...(2017) invitada especial
- Bajo el alma... (2011) Montserrat
- Pobre diabla...(2009) Yadhira
- Crepúsculo rojo... (2008) Esperanza
- Chiles Xalapeños... (2008) Mercedes
- Juárez: Stages of Fear (vídeo)... (2005)
- Belinda... (2004) Cristina Romero
- Sensacional... (2002) Host
- Ciudades oscuras... (2002) Mesera
- Mónica y el profesor... (2002) Mónica
- Me gusta pegarle al polvo... (2001)
- Catalina y Sebastián... (1999) Emilia †
- Perla... (1998) Matilde
- Al norte del corazón... (1997) María Isabel
- Mujer, casos de la vida real... (1996) Capítulo El amor no se compara
- Tenías que ser tú... (1992) Episodio 1 (serie)
- Baila conmigo... (1992) Mary Jean
- Atrapada... (1991)
- El teatro del horror... (1989) Karina
- Ladrones de tumbas... (1989) Diana Negrete
- Pánico en la montaña... (1987) Rebeca
- Cementerio del terror... (1985) Anita
- Nosotros los pelados... (1984) Rosita
- La esperanza de los pobres... (1983) Pepita
- La niña de la mochila azul 2... (1981) Amy
- La mugrosita... (1981) María
- El ladrón fenómeno... (1980) Marianita
- El oreja rajada... (1980) Candy
- Los ricos también lloran... (1979) María Isabel
- La niña de la mochila azul... (1979) Amy
- La tía Alejandra... (1978) Martita
- Tres de presidio... (1978) Gloria
- El niño y el tiburón... (1978)